# Brazii (Arad, Rumunjska)
 Brazii je općina u županiji Arad u Rumunjskoj. 
Općinue čine pet sela: Brazii, Buceava-Şoimuş, Iacobini, Mădrigeşti i Secaş. Prvi zapisi o lokaciji sela Brazii datiraju iz 1553.g., sela Mădrigeşti iz 1441., dok se ostali spominju 1439.